# Karlheinz Mund

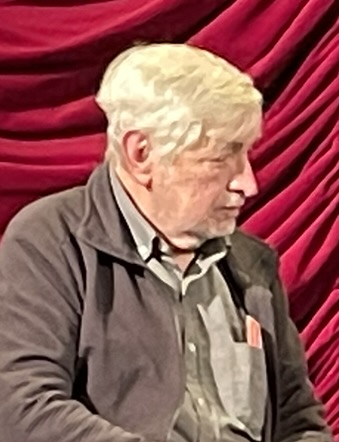
Karlheinz Mund (2024)

Karlheinz Mund (* 11. September 1937 in Eberswalde) ist ein deutscher Dokumentarfilm-Regisseur.

## Leben
Als Sohn eines Kohlenhändlers, Heizers und Landwirts sowie einer Hausfrau schloss Karlheinz Mund die Schule mit der 8. Klasse ab und erlernte den Beruf eines Autoschlossers. Anschließend machte er in Berlin auf der Arbeiter-und-Bauern-Fakultät 1958 das Abitur. Von 1958 bis 1959 arbeitete er als Beleuchter im DEFA-Studio für Wochenschau und Dokumentarfilm. Von 1959 bis 1963 studierte er an der Deutschen Hochschule für Filmkunst in Babelsberg. Nach einem Jahr als Regieassistent war er ab 1964 als Regisseur im DEFA-Studio für Dokumentarfilm bis zu dessen Auflösung 1990 beschäftigt. Bisher hat er an über 60 Dokumentarfilmen als Regisseur mitgewirkt.
Karlheinz Mund ist mit der katalanischen Malerin und Grafikerin Nuria Quevedo verheiratet.

## Filmografie
- 1966: Memento
- 1974: Weggefährten – Begegnungen im 25. Jahr der DDR
- 1975: Nordzuschlag – Sibirische Charaktere
- 1976: Köchin in der Taiga
- 1976: WML – Steiger oder Maler
- 1982: Walter Ballhause – Einer von Millionen
- 1982: Stadtlandschaften
- 1984: Eisenbahnerfamilie
- 1984: Ein Bild malen ist wie Mais anbauen – Bauernmalerei aus Nikaragua
- 1987: Spielzeug für die Schwächeren
- 1988: In Polnowat am Ob
- 1989: Probleme am laufenden Band
- 1989: Geschichte eines Bildes: Der Turm der blauen Pferde, Franz Marc, 1913
- 1993: ABF-Memoiren
- 1998: Das Bergwerk – Franz Fühmann

## Auszeichnungen
- 1970: Westdeutsche Kurzfilmtage Oberhausen: Preis für den Film Oxi – Nein[2]
- 1975: IX. Internationale Moskauer Filmfestspiele: Silberner Preis für den Film:  Nordzuschlag[3]
- 1979: Kunstpreis der DDR
- 1979:  XI. Internationale Moskauer Filmfestspiele: Preis im Kinder- und im Dokumentar-Filmwettbewerb für De Geyter – Geschichte eines Liedes[4]
- 1988: Nationalpreis der DDR III. Klasse für Kunst und Literatur[5]